# West Poland (Maine)
West Poland – obszar niemunicypalny miasta Poland, położony 18 km na południowy wschód od Auburn. W miejscowości znajduje się placówka pocztowa, otwarta 19 Maja 1837 roku. Miejscowość jest położona na południe od Jeziora Tripp, na zachód od jeziora Thompson i na północ od rzeki Potash Brook.

## Komunikacja
- Przez miejscowość przebiega Maine State Route 11 z Manchester w stanie Vermont do Fort Kent w hrabstwie Aroostook[3][1][4].